# Dąbrowa Górnicza
Dąbrowa Górnicza [dɔmˈbrɔva gurˈɲiʧa; Ausspracheⓘ], deutsch Dombrowa, ist eine kreisfreie Großstadt in der Woiwodschaft Schlesien in Polen.

## Geographie

### Lage
Dąbrowa Górnicza liegt im Zagłębie Dąbrowskie (Dombrowaer Kohlebecken). Die Stadt liegt rund 16 km nordöstlich von Katowice. Sie wird von der Schwarzen Przemsa (Czarna Przemsza) und der Weißen Przemsa (Biała Przemsza) durchflossen. Infolge ihrer Lage am Rand des Industriegebietes existieren viele Grünflächen sowie vier künstliche Seen, deren letzter 2005 eröffnet wurde, die zum Baden und Wassersport genutzt werden. In den Wäldern im Osten der Stadt leben Biber, dort in dem Stadtbezirk Błędów beginnt auch die nach ihm benannte Błędów-Wüste, ein 32 km² großes sandiges Gebiet.
Das Stadtgebiet hat eine Fläche von 187,81 km², wovon 42 % landwirtschaftlich genutzt werden und 22 % bewaldet sind.

### Stadtgliederung
Die Stadt besteht aus 18 Stadtbezirken (Dzielnica miasta): Dąbrowa Górnicza, Błędów, Strzemieszyce Wielkie, Ujejsce, Ząbkowice, Łęka, Łosień, Okradzionów, Trzebiesławice, Strzemieszyce Małe, Tucznawa, Ratanice, Sikorka, Kuźniczka Nowa, Łazy, Marianki, Trzebyczka und Bugaj. Deren Grenzen sind jedoch nur konventionell und wurden durch die Stadtverwaltung nicht festgelegt.
Die Einwohner unterscheiden auch einzelne Stadtviertel (Villenviertel oder Plattenbausiedlungen) im Stadtkern: Antoniów, Centrum, Dziewiąty, Gołonóg (mit Wohnsiedlungen Manhattan, Broadway, Kasprzak), Korzeniec (mit der Arbeiterkolonie und dem Stadtpark Zielona), Łęknice, Łosień, Mydlice, Piekło, Ratanice, Reden und Trzydziesty. Der Name des Stadtviertels Reden geht dabei auf die ehemalige Redensgrube zurück, die wiederum nach dem Berghauptmann Friedrich Wilhelm von Reden benannt wurde.
1977 bis 1984 gehörte auch Sławków zum Stadtgebiet Dąbrowas, seitdem ist es wieder selbstständige Stadt.

## Geschichte

### Bis 1795
Die erste urkundliche Erwähnung des Ortes war 1755. Das schwach bewohnte Gebiet des heutigen Stadtzentrums umfasste um das Jahr 1600 die Pfarrei in Będzin. Der Wald Radocha trennte sie vom Territorium der Pfarrei in Sławków, die die größeren Ortschaften Strzemieszyce Wielkie, Strzemieszyce Małe, Łosień sowie das kleine Gołonóg und Okradzionów umfasste. 1675 wurde die erste selbständige Pfarrei in Gołonóg errichtet. Die heutige Stadtteile Ząbkowice, Sikorka und Tucznawa gehörten zur Pfarrei in Chruszczobród im Herzogtum Siewierz. Innerhalb des Herzogtums lagen die Stadtteile Ujejsce und Trzebiesławice in der Pfarrei von Siewierz. Alle diese älteren Ortschaften waren über Jahrhunderte größer und wichtiger als die Ortschaft Dąbrowa, bis zur Zeit der Industrialisierung.

### Bis 1945
1795 wurde der Ort mit der dritten Polnischen Teilung Teil der neuen preußischen Provinz Neuschlesien. Nach der Niederlage Preußens gegen Napoleon wurde der Ort 1807 Teil des Herzogtums Warschau, und 8 Jahre später gehörte er dann zum Königreich Polen. Durch dicke Steinkohleschichten im heutigen Stadtzentrum entwickelte sich schnell die Industrie. Während dieser Zeit entstanden auch die ersten Zinkhütten sowie die erste moderne Stahlhütte Polens. Deren Bau wurde durch die Polnische Bank finanziert und trug zum Namen Bankhütte bei (polnisch: Huta Bankowa). Sie wurde zur Zeit der Volksrepublik in Huta im. Feliksa Dzierżyńskiego umbenannt. In den Jahren 1824 bis 1829 wurde die erste moderne Arbeiterkolonie Reden gebaut. 1859 wurde Dombrowa an die Warschau-Wiener Eisenbahnlinie angeschlossen. 1905 kam es zu großen Streiks der Arbeiter in den Kohleminen um Dombrowa, die in einem Blutbad endeten. 1909 erhielt die Gemeinde von Dąbrowa erstmals das Adjektiv Górnicza (nach Bergarbeitern) im Namen, die anfänglich die Dörfer Stara Dąbrowa und Gliniaki, sowie acht Arbeiterkolonien (Huta Bankowa, Huta Cynkowa, Koszelew, Mydlice, Łabęcka, Reden, Dębniki und Gliniaków). Erst 1916 erhielt der Ort mit über 30.000 Einwohnern das Stadtrecht von den österreichischen Besatzern, dafür wurde er aber bereits drei Jahre später Sitz des Kreises. Die Gemeinde Górnicza, die die Orte Łosień, Kromołów, Niwka, Niegowa, Poraj, Rokitno Szlacheckie, Strzemieszyce, Włodowice, Zagórze und Żarki umfasste, wurde angeschlossen.

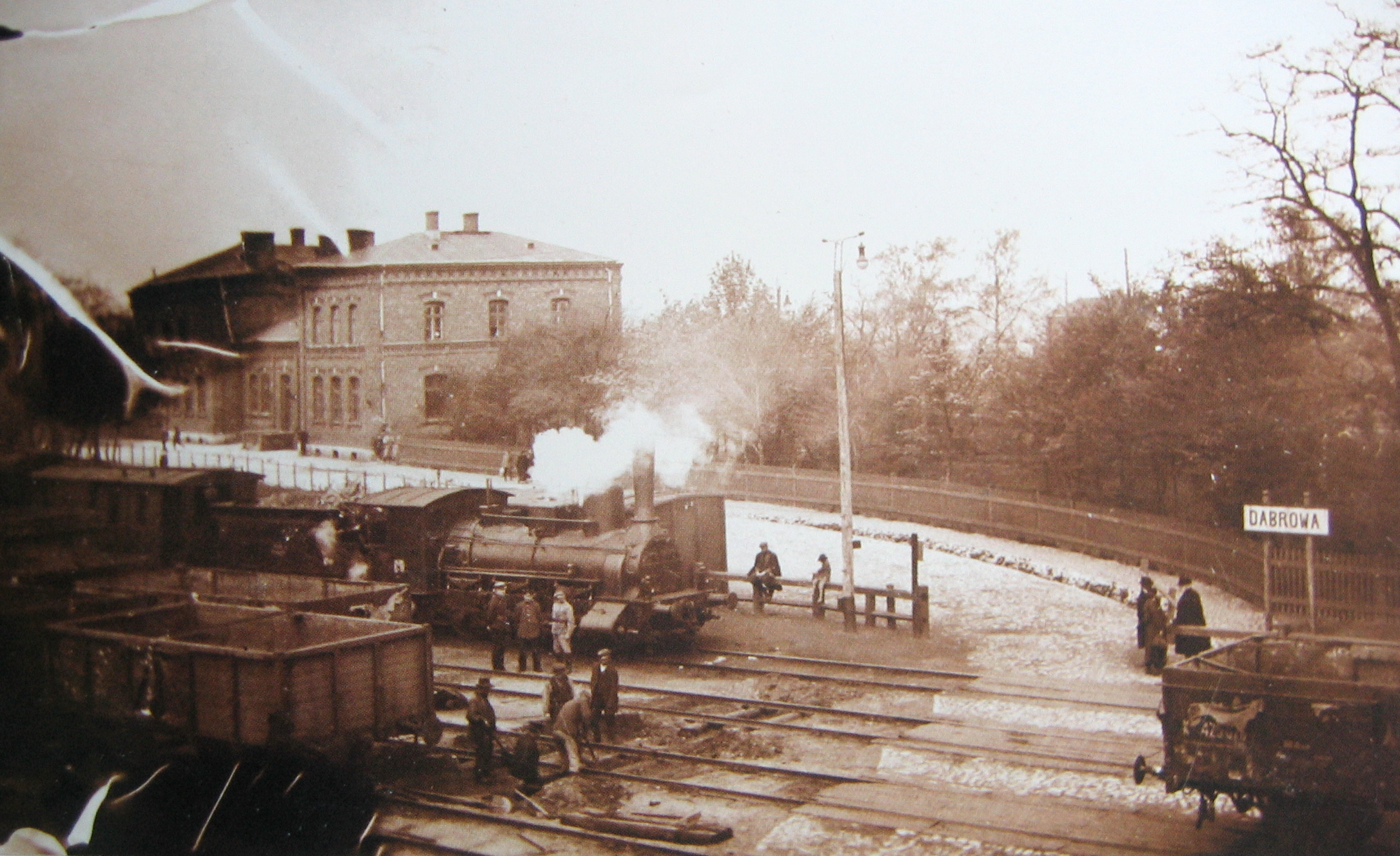
Zug im Bahnhof Dąbrowa Górnicza (um 1916)

Zur Zeit der Industrialisierung im 19. Jahrhundert gehörte das Revier, dem Dombrowa den Namen lieh, zum russischen Kongresspolen, Schlesien war preußisch und ab 1871 Teil des Deutschen Reiches. Auch nach 1920 war das Revier ein Teil der kleinpolnischen Woiwodschaft Kielce, während Ostoberschlesien eine autonome Woiwodschaft bildete. Im Jahr 1921 gab es in der Stadt mit einer Fläche von 8,3 km² im Powiat Będziński 1998 Häuser mit 39.860 Einwohnern, es waren überwiegend polnische Römisch-Katholiken, es gab auch u. a. 4304 Juden. In der Zeit der Sanacja gab es kontroverse Pläne der Angliederung des Gebiets an die Woiwodschaft Schlesien.
Beim Überfall auf Polen 1939 wurde die kleine Region von Deutschen besetzt, mit Oberschlesien vereint und völkerrechtswidrig dem Dritten Reich angegliedert. Dąbrowa kam zum Landkreis Bendsburg, die Juden aus der Region kamen in ein Ghetto (siehe auch: Jüdischer Friedhof (Dąbrowa Górnicza)).

### 1945 bis heute
Ab 1945 war die Stadt wieder Teil Polens und der Woiwodschaft Schlesien (1945–1950); sie wurde zu einer Großstadt, als der Ort Gołonóg schrittweise – 1953 und 1960 – eingemeindet wurde. In den 1970er Jahren entstand im Osten das größte Stahlwerk Polens, Huta Katowice, heute Bestandteil des Mittal-Konzerns. Ząbkowice und Strzemieszyce Wielkie waren für einige Jahre selbständige Städte, aber wurden danach nach Dąbrowa Górnicza eingemeindet; ebenso die alte Stadt Sławków, die jedoch die Unabhängigkeit im Jahr 1984 wiedererlangte. Anfang der 1990er Jahre schloss das letzte Steinkohlen-Bergwerk KWK „Paryż“ (ehem. „Gen. Zawadzki“).
Von 1975 bis 1998 gehörte die Großstadt zur Woiwodschaft Kattowitz.

## Kultur und Sehenswürdigkeiten

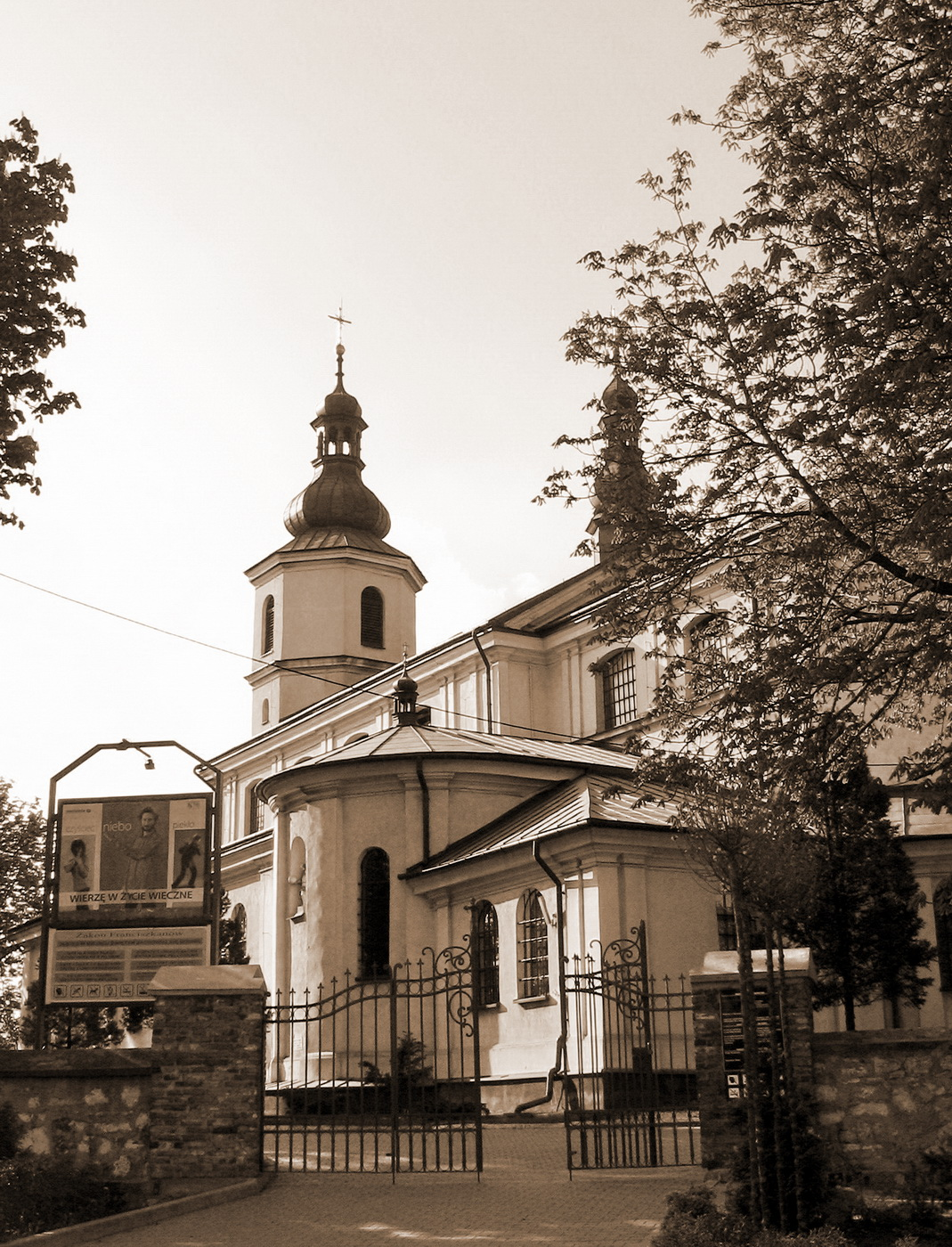
Kirche St. Maria und St. Antonius

### Museen
Die Anfänge des städtisch Museum Sztygarka gehen auf das Jahr 1889 zurück, als man in der Bergbauschule eine mineralogische Sammlung anlegte. 1912 wurde daraus das Geologische Museum. 1986 wurden die historische Sammlung und das Geologische Museum zusammengeführt. 1997 wurde das Museum in den Besitz der Stadt überführt. Das Museum befindet sich im sogenannten Pavillon 1 auf dem Gelände der Bergbauschule.

### Theater
Der 1958 eröffnete Kulturpalast (Pałac Kultury Zagłębia) wird als Kino und Theater und Veranstaltungszentrum genutzt. Das Haus der Kultur (Dom Kultury) in Ząbkowice wird für verschiedene Theater- und Musikaufführungen genutzt.

### Sehenswürdigkeiten
Die Basilika Unserer Lieben Frau von den Engeln in Dąbrowa Górnicza aus dem Jahr 1900 und im Stadtteil Gołonog die Kirche St. Maria und St. Antonius aus dem Jahr 1675. Auch der im Stil des sozialistischen Realismus erbaute Revierkulturpalast (Pałac Kultury Zagłębia) gehört zu den interessanten Gebäuden der Stadt sowie das Dom Freja dem ehemaligen Wohnhaus der Eigentümer der Wassermühle Okradzionów und die 1918 errichtete Kolonia Huty Bankowej (Żeromskiego-Straße) für Bedienstete der „Huta Bankowa“.

### Sport
In der Stadt gibt es eine Fülle von Sportvereinen. Herauszuheben wäre der MKS Dąbrowa Górnicza mit seinen verschiedenen Abteilungen, insbesondere der Frauen-Volleyball- und Herren-Basketballmannschaft.

## Wirtschaft und Verkehr

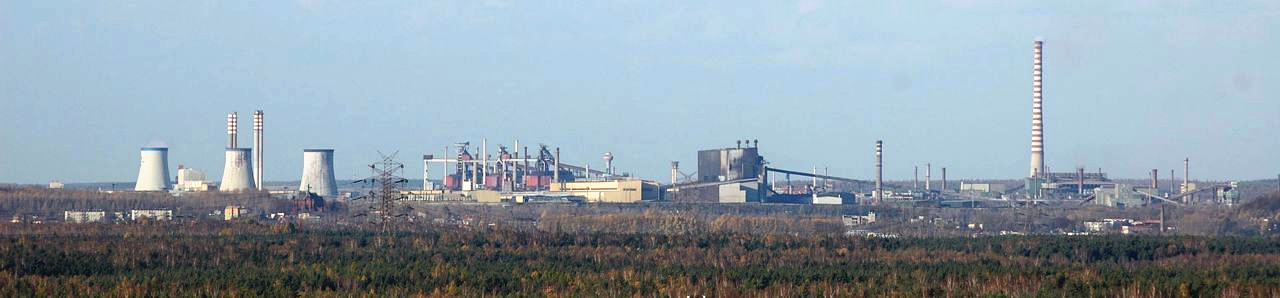
Huta Katowice

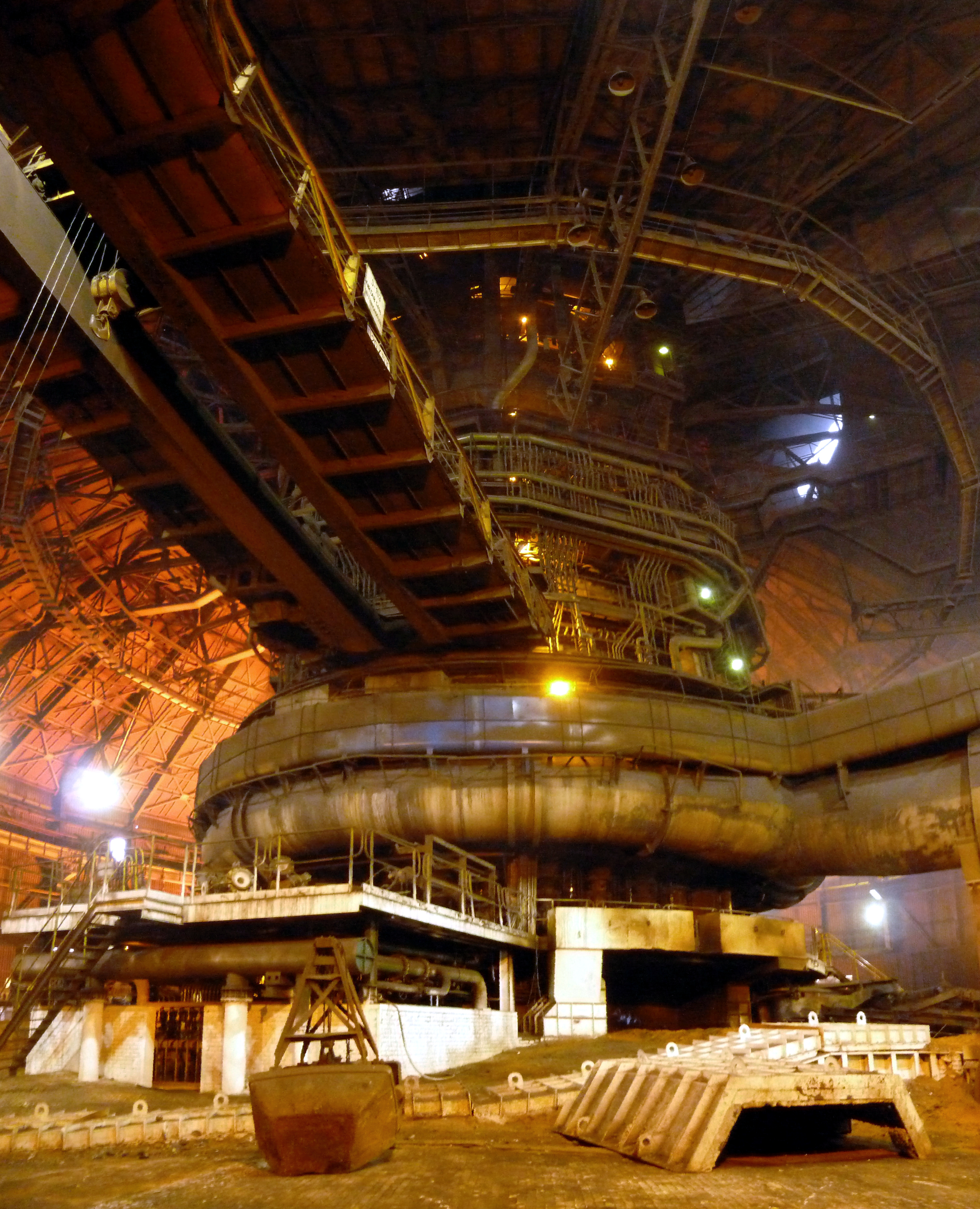
Hochofen 2

Der größte Arbeitgeber der Stadt ist die Huta Katowice, einst das größte Stahlwerk in Polen.
Dąbrowa Górnicza liegt an der Warschau-Wiener Eisenbahn (Bahnstrecke Warszawa–Katowice und Bahnstrecke Dąbrowa Górnicza Ząbkowice–Kraków) und an der Bahnstrecke Tunel–Sosnowiec. Durch die Stadt verlaufen die Droga ekspresowa S1 und die Droga krajowa 94 sowie die Woiwodschaftsstraßen Droga wojewódzka DW710 und DW910.
Im ÖPNV besteht eine Anbindung an das Netz der Oberschlesischen Straßenbahn.

## Bildung
In Dąbrowa Górnicza gibt es 21 Grundschulen, 11 Mittelschulen und 8 Gymnasien der verschiedenen Typen sowie eine Reihe weiterer berufsbildenden Schulen. Darüber hinaus gibt es noch eine städtische Bibliothek.

## Politik

### Stadtpräsident
An der Spitze der Stadtverwaltung steht ein Stadtpräsident, der von der Bevölkerung direkt gewählt wird. Von 2006 bis 2018 war dies Zbigniew Podraza (SLD). Seither ist Marcin Bazylak neuer Stadtpräsident.
Bei der Wahl 2024 trat PAmtsinhaber Bazylak für sein eigenes Wahlkomitee an. Die Abstimmung brachte folgendes Ergebnis:
- Marcin Bazylak (Wahlkomitee „Marcin Bazylak – Zusammen für Dąbrowa Górnicza“) 59,5 % der Stimmen
- Mateust Stępień (Prawo i Sprawiedliwość) 18,9 % der Stimmen
- Edward Bober (Wahlkomitee „Dąbrowskier Soziale Initiativen“) 14,5 % der Stimmen
- Katarzyna Zagajska (Wahlkomitee „Dąbrowskier Sozialer Aktivitätsverein“) 3,9 % der Stimmen
- Grzegorz Jaszura (Wahlkomitee „Dąbrowa 2030 – Koalition Dąbrowskier Rechte“) 3,2 % der Stimmen

Damit setzt sich Amtsinhaber Bazylak bereits im ersten Wahlgang für eine weitere Amtszeit durch.
Bei der Wahl 2018 trat Amtsinhaber Podraza nicht erneut an. Die Abstimmung brachte folgendes Ergebnis:
- Marcin Bazylak (Sojusz Lewicy Demokratycznej / Lewica Razem) 34,2 % der Stimmen
- Robert Warwas (Prawo i Sprawiedliwość) 25,3 % der Stimmen
- Edward Bober (Wahlkomitee „Örtliches Verwaltungskomitee“) 22,8 % der Stimmen
- Katarzyna Zagajska (Wahlkomitee „Zusammen für Dąbrowa Górnicza“) 10,1 % der Stimmen
- Artur Borowicz (Koalicja Obywatelska) 7,6 % der Stimmen

In der Stichwahl setzte sich Bazylak mit 61,3 % der Stimmen gegen den PiS-Kandidaten Warwas durch und wurde neuer Stadtpräsident.

### Stadtrat
Der Stadtrat besteht aus 25 Mitgliedern und wird direkt gewählt. Die Stadtratswahl 2024 führte zu folgendem Ergebnis:
- Wahlkomitee „Zusammen für Dąbrowa Górnicza“ 31,7 % der Stimmen, 9 Sitze
- Koalicja Obywatelska (KO) 24,2 % der Stimmen, 7 Sitze
- Prawo i Sprawiedliwość (PiS) 21,5 % der Stimmen, 5 Sitze
- Wahlkomitee „Gesellschaft der Freunde von Dąbrowa Górnicza“ 11,7 % der Stimmen, 3 Sitze
- Wahlkomitee „Dąbrowskier Soziale Initiativen“ 6,3 % der Stimmen, 1 Sitz
- Wahlkomitee „Dąbrowskier Sozialer Aktivitätsverein“ 1,8 % der Stimmen, kein Sitz
- Wahlkomitee „Dąbrowa 2030 – Koalition Dąbrowskier Rechte“ 1,5 % der Stimmen, kein Sitz
- Übrige 1,3 % der Stimmen, kein Sitz

Die Stadtratswahl 2018 führte zu folgendem Ergebnis:
- Sojusz Lewicy Demokratycznej (SLD) / Lewica Razem (Razem) 27,3 % der Stimmen, 9 Sitze
- Prawo i Sprawiedliwość (PiS) 22,8 % der Stimmen, 6 Sitze
- Koalicja Obywatelska (KO) 15,2 % der Stimmen, 4 Sitze
- Wahlkomitee „Örtliches Verwaltungskomitee“ 12,8 % der Stimmen, 3 Sitze
- Wahlkomitee „Zusammen für Dąbrowa Górnicza“ 10,4 % der Stimmen, 2 Sitze
- Wahlkomitee „Gesellschaft der Freunde von Dąbrowa Górnicza“ 7,9 % der Stimmen, 1 Sitz
- Kukiz’15 3,7 % der Stimmen, kein Sitz

### Städtepartnerschaften
- Câmpulung Moldovenesc (Rumänien), seit April 2004
- Altschewsk (Ukraine), offiziell seit dem 21. März 2006
- Studénka (Tschechien), offiziell seit dem 6. Januar 2006

## Persönlichkeiten

### Söhne und Töchter der Stadt
- Karol Adamiecki (1866–1933), Wirtschaftswissenschaftler, Ingenieur
- Adam Wrzosek (1875–1965), Anthropologe und Medizinhistoriker
- Zygmunt Różycki (1883–1930), Poet
- Bolesław Świętochowski (1895–1975), Professor für Agrartechnik
- Aleksander Zawadzki (1899–1964), General und Politiker
- Michał Spisak (1914–1965), Komponist
- Boleslaw Tempowski (1921–2008), französischer Fußballspieler und -trainer
- Zdzisław Marchwicki (1927–1977), Serienmörder
- Wirgiliusz Gryń (1928–1986), Schauspieler
- Kazimierz Imieliński (1929–2010), Sexualwissenschaftler
- Sobiesław Zasada (* 1930), Autorennfahrer und Geschäftsmann
- Janusz Gajos (* 1939), Schauspieler
- Markus Lange-Czechowicz (* 1942), polnisch-deutscher Bildhauer
- Henning Paur (* 1943), Jazzmusiker
- Leszek Gajdziński (* 1946), Diskuswerfer und Olympiateilnehmer
- Jerzy Janikowski (1952–2006), Degenfechter und Olympiateilnehmer
- Mariusz Kalaga (* 1959), Musiker
- Dawid Podsiadło (* 1993), Sänger
- Maja Chwalińska (* 2001), Tennisspielerin

### Weitere Persönlichkeiten, die mit der Stadt in Verbindung stehen
- Krzysztof Kieślowski (1941–1996), Regisseur und Drehbuchautor, lebte eine Zeitlang im Stadtteil Strzemieszyce Małe

## Trivia
Nach 1945 wuchsen die Region Zagłębie und Schlesien stark zusammen, auch dank eines dichten Verkehrsnetzes. Dennoch wird in Dąbrowa Górnicza sowie in den benachbarten Revierstädten Sosnowiec oder Będzin Polnisch und nicht Schlesisch gesprochen. Die alten Antagonismen werden in der lokalen Presse immer wieder belebt, da einige Schlesier diese junge Region als Fremdkörper empfinden. Bis heute wird das Adjektiv schlesisch-dombrowisch benutzt im Bezug auf das Oberschlesische Industriegebiet. Die meisten Polen nehmen diese Unterscheidung nicht wahr und sehen die Reviereinwohner als Schlesier.